# Christian Hörl (Politiker)
Christian Hörl (* 23. Juni 1962 in Salzburg; † 22. Jänner 2020) war ein österreichischer Politiker (Die Grünen), Coach, Supervisor und Projektbegleiter. Als Politiker war Hörl von 1993 bis 2000 Abgeordneter zum Vorarlberger Landtag und in dieser Zeit von 1994 bis 1999 Klubobmann der Grünen.

## Leben und Wirken
Christian Hörl wurde am 23. Juni 1962 als Sohn des Volksschuldirektors Hans Hörl und dessen Frau Hannelore in Salzburg geboren. Er wuchs in Bruck an der Großglocknerstraße auf, wo er von 1968 bis 1972 die Volksschule besuchte. Anschließend ging er ans Gymnasium in Zell am See, wo er 1980 maturierte. Direkt danach begann er ein Studium der Betriebswirtschaftslehre an der Universität Innsbruck, das er 1985 mit der Sponsion zum Magister der Sozial- und Wirtschaftswissenschaften abschloss. Bereits 1984 war der gebürtige Salzburger nach Dornbirn ins Bundesland Vorarlberg umgezogen, wo er am 17. Oktober 1986 seine Frau Gabriele, eine gebürtige Dornbirnerin, heiratete. Sie bekamen in den Jahren 1984 und 1988 einen Sohn und eine Tochter.
Vom 1. August 1986 bis 31. März 1995 war Hörl als Geschäftsführer des Vereins DOWAS, der sich um Arbeits- und Wohnungssuchende kümmert, tätig. Im Jahr 1989 trat Christian Hörl der Partei Grüne Alternative Vorarlberg – einer von zwei zu dieser Zeit in Vorarlberg existierenden Grünen-Bewegungen – bei. Von 1989 bis 1991 absolvierte Hörl am Institut für angewandte Psychologie in Zürich eine Ausbildung zum diplomierten Teamsupervisor, Praxisberater und Projektbegleiter. Am 14. April 1993 folgte er seiner Parteikollegin Jutta Kräutler-Berger auf deren Landtagsmandat nach, nachdem diese zuvor freiwillig aus dem Landtag ausgeschieden war. Am 4. Oktober 1994 wurde er nach der Landtagswahl, bei der die Grünen mit drei Mandaten wieder den Klubstatus erreichten, von den Grünen Abgeordneten zu deren Klubobmann im Landtag gewählt. 
Klubobmann blieb Hörl bis zum 4. Oktober 1999, Landtagsabgeordneter bis zum 31. Jänner 2000. Im September 2002 trat Christian Hörl aus der Grünen Partei aus. Ab Mai 2000 arbeitete er als freiberuflicher Unternehmensberater mit Sitz in seiner Wahlheimatgemeinde Lauterach. In dieser Zeit war er von August 2000 bis Juni 2001 auch einige Monate als Unternehmensberater im BWI in Dornbirn beschäftigt. In seiner späteren Tätigkeit im Bereich „Coaching, Supervision und Projektbegleitung“  war Hörl vorwiegend im Social-Profit- und zivilgesellschaftlichen Bereich tätig und war dabei unter anderem von 2006 bis 2016 Projektleiter des Dialogprojekts im Bildungshaus St. Arbogast und Mitveranstalter der „Projekte der Hoffnung“. Seit 2008 beschäftigte er sich mit Ansätzen wie Dynamic Facilitation, Presencing und Art of Hosting. In  diesem Zusammenhang begleitete er verschiedene Bürgerräte und war Mitglied in Hostingteams von Art of Hosting-Trainings und -Prozessen. Im Juni 2017 veröffentlichte er das Buch Unvollkommen vollkommen. Eine Einladung zum Dialog über das Menschliche.